# Arkanoid: Doh It Again
Arkanoid: Doh It Again es un videojuego de tipo Breakout desarrollado por Taito Corporation para Super Nintendo que fue publicado en enero de 1997, en Japón; en noviembre, en Estados Unidos, y también ese mismo año en Europa y Australia.